# Tadorna radjah
La casarca del ragià (Tadorna radjah Lesson, 1828, sin.  Radjah radjah), nota in Australia anche come anatra del Burdekin, è una specie di casarca. Classificata nel genere Tadorna, differisce particolarmente dalle altre specie nella morfologia esterna e i dati ricavati dalla sequenza del citocromo b del suo mtDNA (Sraml et al. 1996) fanno pensare che la sua posizione tassonomica debba essere riveduta. Il nome del genere, Tadorna, deriva da una radice celtica che significa «anatra variopinta», proprio come il termine inglese shelduck, usato per indicare le casarche.

## Descrizione

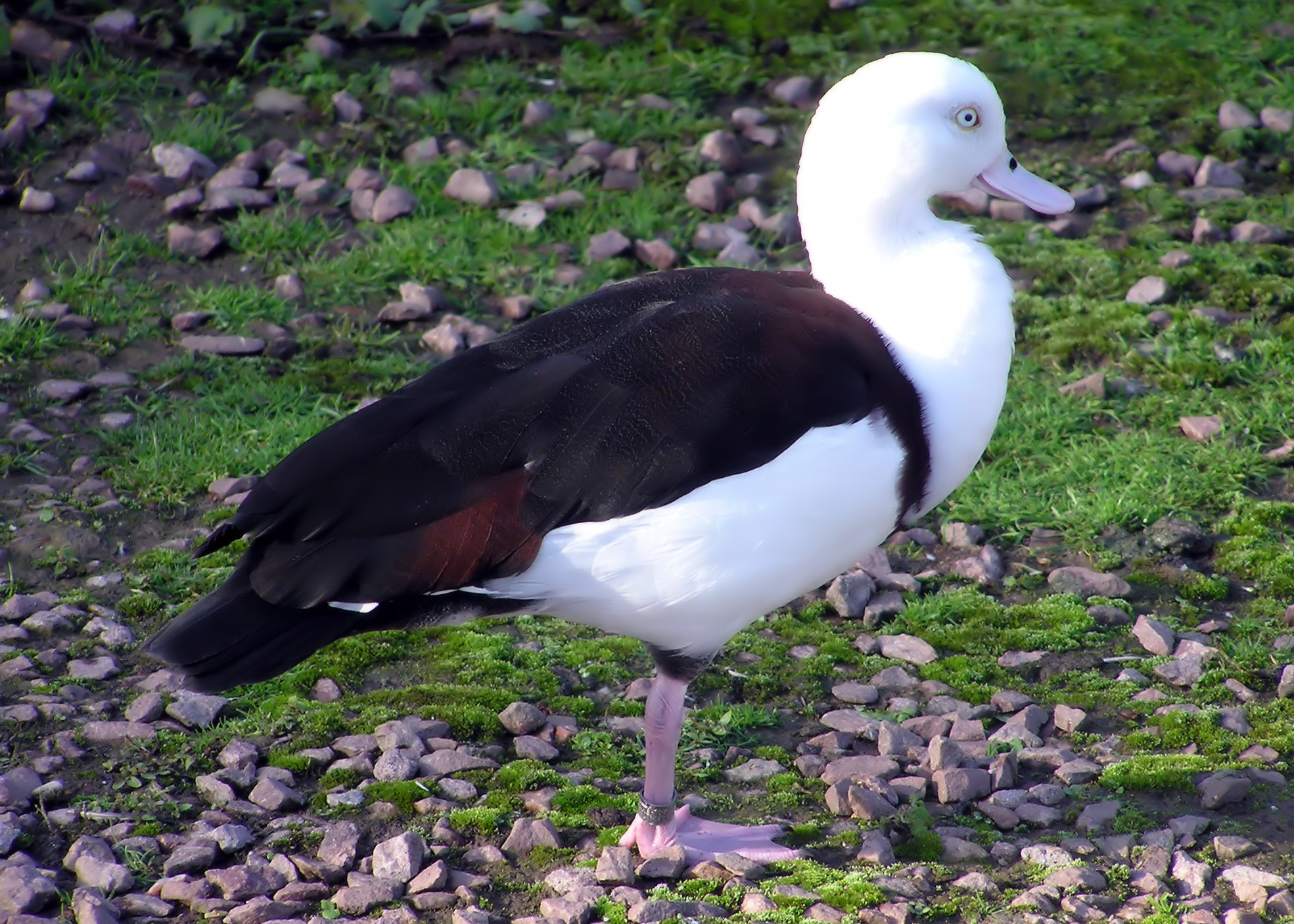
Una casarca del ragià.

Sia il maschio che la femmina sono quasi completamente bianchi, tranne le estremità delle ali, di colore nero, ed un caratteristico «collare» di piume scure. Visti dal basso mentre volano, questi uccelli presentano delle fasce verdi sulle estremità delle ali. Le femmine emettono un richiamo simile al tintinnio di un sonaglio, mentre i maschi emettono un fischio profondo.

## Distribuzione
La casarca del ragià abita nelle foreste di mangrovie e lungo le coste della Nuova Guinea e dell'Australia. In quest'ultimo Paese, il suo areale comprende la fascia costiera tropicale delle regioni settentrionali, dal Queensland centrale e dal Territorio del Nord settentrionale (compreso il Kakadu) fino al Kimberley, nell'Australia Occidentale.
Preferisce le acque salmastre delle distese di mangrovie e delle paludi di Melaleuca, ma durante la stagione umida si incontra anche negli acquitrini d'acqua dolce, nelle lagune e nei billabong dell'interno dell'isola.

## Biologia
La casarca del ragià forma coppie a lungo termine e viene avvistata solitamente in coppie solitarie o in piccoli stormi. Nella stagione umida i maschi divengono solitamente molto irritabili, tanto che alcuni sono stati visti attaccare le proprie compagne.
La dieta consiste soprattutto di molluschi, insetti, carici ed alghe. Le coppie iniziano a cercare il luogo dove nidificare tra gennaio e febbraio. Il nido viene costruito nei pressi delle fonti di cibo, spesso nelle cavità dei rami degli alberi, il che rende questa casarca molto vulnerabile alla distruzione dell'ambiente.
La casarca del ragià non utilizza alcun materiale per edificare il nido, tranne che le proprie piume del petto. Le uova vengono deposte più frequentemente in maggio o in giugno, ma il periodo preciso dipende dalla stagione umida. Ogni nidiata comprende dalle 6 alle 12 uova, covate per circa 30 giorni.

## Conservazione
La casarca del ragià è una specie protetta in tutti gli stati dell'Australia e il recarle danno o disturbo viene punito con multe severe.